# Segunda Categoría de Ecuador 1986
El Campeonato Ecuatoriano de Fútbol de Segunda Categoría 1986 fue la edición n.º 13 de la segunda división del fútbol ecuatoriano, ya que sería el segundo escalafón de la pirámide del Fútbol Ecuatoriano por detrás de la Serie A, comenzó a disputarse el 4 de octubre de 1986 y terminó el 21 de diciembre de 1986. El primer semestre del año se jugó los campeonatos provinciales, y en segundo semestre las Fases: Regional, Nacional y la Fase Final.
El Aucas lograría su primer título que le daría la oportunidad de participar en el Campeonato Ecuatoriano de Fútbol 1987, mientras que el LDE(G) obtendría el primer subcampeonato. 
En ese mismo año se jugó de manera distinta ya que para el caso del ascenso se vieron resuelto por el congreso ordinario de la FEF realizada el 5 de febrero de 1986, y en la cual se oficializó que el que se darían 3 cupos, pero los dos primeros cupos serían para los equipos que fueran campeones de las asociaciones de AFNACH y AFNAC si que tuvieran la necesidad de participar el torneo nacional de ascenso mientras que el último cupo se lo designaría para el campeón de la Segunda Categoría 1986 y es por ello que una vez que se conociera a los 3 equipos los dos equipos campeones provinciales de Chimborazo y Cotopaxi y el campeón nacional de Segunda Categoría asegurarían su participación en el Campeonato Ecuatoriano de Fútbol 1987.

## Sistema de campeonato
FASE PROVINCIAL (Primera Etapa)
- La Primera Fase está formada por los Campeonatos provinciales organizados por cada Asociación de Fútbol (8 en ese entonces), los campeones y vicecampeones clasificarán al Zonal Regional a excepción de los cuadros de las provincias de Chimborazo y Cotopaxi que no jugaran el campeonato nacional de ascenso en su segunda etapa sino que definirán a sus campeones y lograran el ascenso automático a la Serie A 1987.

FASE REGIONAL (Segunda Etapa)
- La Zona 1 estuvo integrada por las provincias deː Tungurahua y Esmeraldas.
- La Zona 2 estuvo integrada por las provincias deː Manabí y Pichincha.
- La Zona 3 estuvo integrada por las provincias deː Azuay y Guayas.
- La Zona 4 estuvo integrada por las provincias deː El Oro y Los Ríos.

- Cada zona jugara con 4 equipos de las 2 provincias que participaran por sorteo previo en encuentros de ida y vuelta clasificara a la tercera etapa el equipo con mayor cantidad de puntos posibles.

FASE FINAL (Tercera Etapa)
- Un total de 4 clubes jugarán esta etapa.
- El Cuadrangular constará con partidos de ida y vuelta (6 fechas).
- El primer equipo que logre la mayoría de puntos logrará el ascenso a la Serie A 1987.

## Equipos clasificados
| Asociación                                                              | Equipo                      | Vía de clasificación                                                                                     |
| ----------------------------------------------------------------------- | --------------------------- | --- |
| Azuay 2 cupos                                                           | Estrella Roja LDU(C)        | Campeón de la Segunda Categoría de Azuay 1986 Subcampeón de la Segunda Categoría de Azuay 1986           |
| El Oro 2 cupos                                                          | América de Machala LDU(M)   | Campeón de la Segunda Categoría de El Oro 1986 Subcampeón de la Segunda Categoría de El Oro 1986         |
| [[Archivo:\|20x20px\|border\|Bandera de Esmeraldas]] Esmeraldas 2 cupos | Juventus Juvenil            | Campeón de la Segunda Categoría de Esmeraldas 1986 Subcampeón de la Segunda Categoría de El Oro 1986     |
| Guayas 2 cupos                                                          | Calvi LDE                   | Campeón de la Segunda Categoría de Guayas 1986 Subcampeón de la Segunda Categoría de Guayas 1986         |
| Los Ríos 2 cupos                                                        | Santa Rita San Camilo       | Campeón de la Segunda Categoría de Los Ríos 1986 Subcampeón de la Segunda Categoría de Los Ríos 1986     |
| Manabí 2 cupos                                                          | Green Cross 9 de Octubre(M) | Campeón de la Segunda Categoría de Manabí 1986 Subcampeón de la Segunda Categoría de Manabí 1986         |
| [[Archivo:\|20x20px\|border\|Bandera de Pichincha]] Pichincha 2 cupos   | Aucas San Pedro             | Campeón de la Segunda Categoría de Pichincha 1986 Subcampeón de la Segunda Categoría de Pichincha 1986   |
| Tungurahua 2 cupos                                                      | El Globo Tec.Guayaquil      | Campeón de la Segunda Categoría de Tungurahua 1986 Subcampeón de la Segunda Categoría de Tungurahua 1986 |

## Zona 1
Los equipos de Esmeraldas y Tungurahua.

### Grupo A
|  |    | Equipo        | PJ | PG | PE | PP | GF | GC | DG | PTS |
|  | -- | ------------- | -- | -- | -- | -- | -- | -- | -- | --- |
|  | 1° | Juvenil       | 6  | 5  | 1  | 0  | 16 | 7  | +9 | 11  |
|  | 2º | Tec.Guayaquil | 6  | 1  | 4  | 1  | 9  | 8  | +1 | 6   |
|  | 3º | El Globo      | 6  | 1  | 3  | 2  | 7  | 9  | -2 | 5   |
|  | 4º | Juventus      | 6  | 0  | 2  | 4  | 3  | 11 | -8 | 2   |

### Partidos y resultados
| Fecha 1       | Fecha 1   | Fecha 1          |
| Equipo Local  | Resultado | Equipo Visitante |
| ------------- | --------- | ---------------- |
| Juvenil       | 1-0       | Juventus         |
| Tec.Guayaquil | 1-1       | El Globo         |

| Fecha 2      | Fecha 2   | Fecha 2          |
| Equipo Local | Resultado | Equipo Visitante |
| ------------ | --------- | ---------------- |
| Juventus     | 0-2       | Tec.Guayaquil    |
| El Globo     | 0-2       | Juvenil          |

| Fecha 3       | Fecha 3   | Fecha 3          |
| Equipo Local  | Resultado | Equipo Visitante |
| ------------- | --------- | ---------------- |
| Tec.Guayaquil | 1-1       | Juvenil          |
| El Globo      | 2-0       | Juventus         |

| Fecha 4      | Fecha 4   | Fecha 4          |
| Equipo Local | Resultado | Equipo Visitante |
| ------------ | --------- | ---------------- |
| Juventus     | 0-3       | Juvenil          |
| El Globo     | 0-0       | Tec.Guayaquil    |

| Fecha 5       | Fecha 5   | Fecha 5          |
| Equipo Local  | Resultado | Equipo Visitante |
| ------------- | --------- | ---------------- |
| Tec.Guayaquil | 1-1       | Juventus         |
| Juvenil       | 4-2       | El Globo         |

| Fecha 6      | Fecha 6   | Fecha 6          |
| Equipo Local | Resultado | Equipo Visitante |
| ------------ | --------- | ---------------- |
| Juvenil      | 5-4       | Tec.Guayaquil    |
| Juventus     | 2-2       | El Globo         |

## Zona 2
Los equipos de Pichincha y Manabí.

### Grupo B
|  |    | Equipo          | PJ | PG | PE | PP | GF | GC | DG  | PTS |
|  | -- | --------------- | -- | -- | -- | -- | -- | -- | --- | --- |
|  | 1° | Aucas           | 6  | 4  | 2  | 0  | 16 | 5  | +9  | 10  |
|  | 2º | San Pedro       | 6  | 2  | 3  | 1  | 6  | 3  | +3  | 7   |
|  | 3º | 9 de Octubre(M) | 6  | 1  | 3  | 2  | 4  | 10 | -6  | 5   |
|  | 4º | Green Cross     | 6  | 0  | 2  | 4  | 2  | 10 | -16 | 2   |

### Partidos y resultados
| Fecha 1         | Fecha 1   | Fecha 1          |
| Equipo Local    | Resultado | Equipo Visitante |
| --------------- | --------- | ---------------- |
| San Pedro       | 0-1       | Aucas            |
| 9 de Octubre(M) | 1-1       | Green Cross      |

| Fecha 2      | Fecha 2   | Fecha 2          |
| Equipo Local | Resultado | Equipo Visitante |
| ------------ | --------- | ---------------- |
| Aucas        | 6-1       | 9 de Octubre(M)  |
| Green Cross  | 0-0       | San Pedro        |

| Fecha 3         | Fecha 3   | Fecha 3          |
| Equipo Local    | Resultado | Equipo Visitante |
| --------------- | --------- | ---------------- |
| 9 de Octubre(M) | 0-2       | San Pedro        |
| Green Cross     | 0-2       | Aucas            |

| Fecha 4      | Fecha 4   | Fecha 4          |
| Equipo Local | Resultado | Equipo Visitante |
| ------------ | --------- | ---------------- |
| Aucas        | 2-2       | San Pedro        |
| Green Cross  | 0-2       | 9 de Octubre(M)  |

| Fecha 5         | Fecha 5   | Fecha 5          |
| Equipo Local    | Resultado | Equipo Visitante |
| --------------- | --------- | ---------------- |
| 9 de Octubre(M) | 1-1       | Aucas            |
| San Pedro       | 2-0       | Green Cross      |

| Fecha 6      | Fecha 6   | Fecha 6          |
| Equipo Local | Resultado | Equipo Visitante |
| ------------ | --------- | ---------------- |
| San Pedro    | 1-1       | 9 de Octubre(M)  |
| Aucas        | 4-1       | Green Cross      |

## Zona 3
Los equipos de Guayas y Azuay.

### Grupo C
|  |    | Equipo        | PJ | PG | PE | PP | GF | GC | DG  | PTS |
|  | -- | ------------- | -- | -- | -- | -- | -- | -- | --- | --- |
|  | 1° | LDE           | 6  | 6  | 0  | 0  | 22 | 0  | +22 | 12  |
|  | 2º | Calvi         | 6  | 2  | 1  | 3  | 6  | 8  | -2  | 5   |
|  | 3º | LDU(C)        | 6  | 1  | 2  | 3  | 5  | 14 | -9  | 4   |
|  | 4º | Estrella Roja | 6  | 1  | 1  | 4  | 6  | 19 | -13 | 3   |

### Partidos y resultados
| Fecha 1      | Fecha 1   | Fecha 1          |
| Equipo Local | Resultado | Equipo Visitante |
| ------------ | --------- | ---------------- |
| LDE(G)       | 2-0       | Calvi            |
| LDU(C)       | 1-1       | Estrella Roja    |

| Fecha 2       | Fecha 2   | Fecha 2          |
| Equipo Local  | Resultado | Equipo Visitante |
| ------------- | --------- | ---------------- |
| Calvi         | 0-2       | LDU(C)           |
| Estrella Roja | 0-2       | LDE              |

| Fecha 3       | Fecha 3   | Fecha 3          |
| Equipo Local  | Resultado | Equipo Visitante |
| ------------- | --------- | ---------------- |
| LDU(C)        | 0-4       | LDE              |
| Estrella Roja | 0-2       | Calvi            |

| Fecha 4       | Fecha 4   | Fecha 4          |
| Equipo Local  | Resultado | Equipo Visitante |
| ------------- | --------- | ---------------- |
| Calvi         | 0-1       | LDE              |
| Estrella Roja | 4-2       | LDU(C)           |

| Fecha 5      | Fecha 5   | Fecha 5          |
| Equipo Local | Resultado | Equipo Visitante |
| ------------ | --------- | ---------------- |
| LDU(C)       | 0-0       | Calvi            |
| LDE          | 8-0       | Estrella Roja    |

| Fecha 6      | Fecha 6   | Fecha 6          |
| Equipo Local | Resultado | Equipo Visitante |
| ------------ | --------- | ---------------- |
| LDE          | 5-0       | LDU(C)           |
| Calvi        | 4-1       | Estrella Roja    |

## Zona 4
Los equipos de El Oro y Los Ríos.

### Grupo D
|  |    | Equipo             | PJ | PG | PE | PP | GF | GC | DG  | PTS |
|  | -- | ------------------ | -- | -- | -- | -- | -- | -- | --- | --- |
|  | 1° | Santa Rita         | 6  | 3  | 2  | 1  | 13 | 7  | +6  | 8   |
|  | 2º | San Camilo         | 6  | 3  | 2  | 1  | 11 | 5  | +6  | 8   |
|  | 3º | América de Machala | 6  | 0  | 4  | 2  | 2  | 6  | -4  | 4   |
|  | 4º | LDU(M)             | 6  | 0  | 4  | 2  | 1  | 11 | -10 | 4   |

### Partidos y resultados
| Fecha 1      | Fecha 1   | Fecha 1            |
| Equipo Local | Resultado | Equipo Visitante   |
| ------------ | --------- | ------------------ |
| San Camilo   | 1-2       | Santa Rita         |
| LDU(M)       | 0-0       | América de Machala |

| Fecha 2            | Fecha 2   | Fecha 2          |
| Equipo Local       | Resultado | Equipo Visitante |
| ------------------ | --------- | ---------------- |
| Santa Rita         | 5-0       | LDU(M)           |
| América de Machala | 0-2       | San Camilo       |

| Fecha 3            | Fecha 3   | Fecha 3          |
| Equipo Local       | Resultado | Equipo Visitante |
| ------------------ | --------- | ---------------- |
| LDU(M)             | 1-1       | San Camilo       |
| América de Machala | 0-0       | Santa Rita       |

| Fecha 4            | Fecha 4   | Fecha 4          |
| Equipo Local       | Resultado | Equipo Visitante |
| ------------------ | --------- | ---------------- |
| Santa Rita         | 2-2       | San Camilo       |
| América de Machala | 0-0       | LDU(M)           |

| Fecha 5      | Fecha 5   | Fecha 5            |
| Equipo Local | Resultado | Equipo Visitante   |
| ------------ | --------- | ------------------ |
| LDU(M)       | 0-0       | Santa Rita         |
| San Camilo   | 0-0       | América de Machala |

| Fecha 6      | Fecha 6   | Fecha 6            |
| Equipo Local | Resultado | Equipo Visitante   |
| ------------ | --------- | ------------------ |
| San Camilo   | 5-0       | LDU(M)             |
| Santa Rita   | 4-2       | América de Machala |

## Equipos Clasificados a la Fase Final (Cuadrangular)
Clasificados como Primeros (Ganadores de cada Grupo)
- Juvenil
- Aucas
- LDE
- Santa Rita

## Cuadrangular Final
|  |  |    | Equipo     | PJ | PG | PE | PP | GF | GC | DG  | PTS |
|  |  | -- | ---------- | -- | -- | -- | -- | -- | -- | --- | --- |
|  |  | 1º | Aucas      | 6  | 5  | 1  | 0  | 14 | 3  | +11 | 11  |
|  |  | 2º | LDE        | 6  | 2  | 1  | 3  | 7  | 9  | -2  | 5   |
|  |  | 3º | Juvenil    | 6  | 1  | 2  | 3  | 3  | 7  | -4  | 4   |
|  |  | 4º | Santa Rita | 6  | 2  | 0  | 4  | 5  | 10 | -5  | 4   |

|  | Campeón ascendido a la Serie A 1987 |

### Partidos y resultados
| Fecha 1      | Fecha 1   | Fecha 1          |
| Equipo Local | Resultado | Equipo Visitante |
| ------------ | --------- | ---------------- |
| LDE          | 1-0       | Juvenil          |
| Santa Rita   | 1-2       | Aucas            |

| Fecha 2      | Fecha 2   | Fecha 2          |
| Equipo Local | Resultado | Equipo Visitante |
| ------------ | --------- | ---------------- |
| Aucas        | 3-0       | LDE              |
| Juvenil      | 1-0       | Santa Rita       |

| Fecha 3      | Fecha 3   | Fecha 3          |
| Equipo Local | Resultado | Equipo Visitante |
| ------------ | --------- | ---------------- |
| Juvenil      | 0-0       | Aucas            |
| Santa Rita   | 0-3       | LDE              |

| Fecha 4      | Fecha 4   | Fecha 4          |
| Equipo Local | Resultado | Equipo Visitante |
| ------------ | --------- | ---------------- |
| Aucas        | 3-0       | Santa Rita       |
| Juvenil      | 1-1       | LDE              |

| Fecha 5      | Fecha 5   | Fecha 5          |
| Equipo Local | Resultado | Equipo Visitante |
| ------------ | --------- | ---------------- |
| LDE          | 2-3       | Aucas            |
| Santa Rita   | 2-1       | Juvenil          |

| Fecha 6      | Fecha 6   | Fecha 6          |
| Equipo Local | Resultado | Equipo Visitante |
| ------------ | --------- | ---------------- |
| Aucas        | 3-0       | Juvenil          |
| LDE          | 0-2       | Santa Rita       |

### Campeón
|                                               |
| Aucas 1.er Título Ascendió a la Serie A 1987. |

## Ascendidos alCampeonato Ecuatoriano de Fútbol 1987
|                                                   |                                                 |
| River Plate(R)                                    | Dep.Cotopaxi                                    |
| Campeón de la Segunda División de Chimborazo 1986 | Campeón de la Segunda División de Cotopaxi 1986 |